# 短蕊八月瓜
短蕊八月瓜（学名：Holboellia brachyandra）为木通科八月瓜属下的一个种。

## 扩展阅读
- 維基物種上的相關：短蕊八月瓜